# El Monitor de Primera Enseñanza
El Monitor de Primera Enseñanza fue un periódico editado en la ciudad española de Barcelona entre 1859 y 1928.

## Descripción
Fundado en la ciudad de Barcelona por Antonio J. Bastinos en 1859, se publicaría hasta 1928. Llevaba el subtítulo de «periódico dedicado a los profesores del ramo» y fue, en diferentes etapas, quincenal, decenal y semanal. Entre sus firmas figuraron, además de la del propio Bastinos, las de su hermano Julián, Julián López Catalán, Pilar Pascual de San Juan, Agustín Rius y Borrell y José Trías y Travesa.